# 王家瑞 (萬曆進士)
王家瑞（？—？），字凝貞，號祥参，直隶廣平府成安县人，明朝政治人物。

## 生平
萬曆二十二年（1594年）甲午科順天乡试一百零九名舉人，萬曆二十六年（1598年）戊戌科進士，任质好奇，脏脏不容于时。初以进士知江都县，改知咸阳县，犯巨璫，罢金矿，豐裁凛凛，秦中脂韋者啣之。改知夏县，敭歴中外，屡遭谴謫，官户部主事，不喜封殖，博古似张华，凡拳石片楮有异者辄倾囊买之，以故家益贫，翰墨益饶，积书充栋，繙阅于中，达旦不倦。太夫人家教严肃，公为户曹時，犹被憂楚，怡然受朴，不敢少拂意旨。著作其多，未及尽梓，止有《广平诗人集》、《游山记》行世。